# Gănești, Vâlcea
Gănești este un sat în comuna Lăcusteni din județul Vâlcea, Oltenia, România.
Administrativ este sat în cadrul comunei Lăcusteni, primăria comunei se afla în acest sat.
 Acest articol despre o localitate din județul Vâlcea este deocamdată un ciot. Puteți ajuta Wikipedia prin completarea lui.